# Hyarotis microstictum
Hyarotis microstictum, thường được biết đến với tên the Brush Flitter, là một loài bướm thuộc họ Hesperiidae.